# Sonia Breccia
Sonia Susana Breccia Guzzo (Montevideo, 24 de noviembre de 1941) es una periodista y profesora de literatura uruguaya.

## Biografía
Era hermana del político Alberto Breccia. Es profesora de literatura egresada del Instituto de Profesores Artigas (IPA) en 1965. Fue destituida de Enseñanza Secundaria en 1976 durante la dictadura militar transcurrida entre 1973 y 1985. Está en pareja con el empresario Federico Fasano Mertens.
Inició su actividad periodística en Radio Sarandí en 1983, donde permaneció hasta 1999. Condujo espacios en Canal 4 y en Canal 5 donde, en 1988, comenzó a conducir el programa Hoy por Hoy. Asumió como directora del Canal 5 el 30 de marzo de 2005, y se mantuvo en ese cargo hasta enero de 2009, cuando fue sustituida por Claudio Invernizzi.